# Guillaume D'Hanens
Guillaume Albert Marie Ghislain D'Hanens (Sint-Niklaas, 24 oktober 1894 - Sint-Niklaas, 21 juni 1971) was een Vlaams politicus voor de CVP.
D'Hanens was een zoon van Victor Edmond D'Hanens (1857-1933), advocaat en gemeenteraadslid van Sint-Niklaas, en Marie Louise De Schepper (1870-1950). Hij werd in 1946 provincieraadslid voor het kiesdistrict Sint-Niklaas en was van 1947 tot 1961 gedeputeerde van de provincie Oost-Vlaanderen. 
Hij was de kleinzoon van Guillaume D'Hanens (1819-1888) en achterkleinzoon van Guillaume d'Hanens-Peers (1788-1861).